# Ludwigschorgast
Ludwigschorgast är en köping (Markt) i Landkreis Kulmbach i Regierungsbezirk Oberfranken i förbundslandet Bayern i Tyskland.
Köpingen ingår i kommunalförbundet Untersteinach tillsammans med staden Kupferberg kommunerna Guttenberg och Untersteinach.